# Lucibufagin

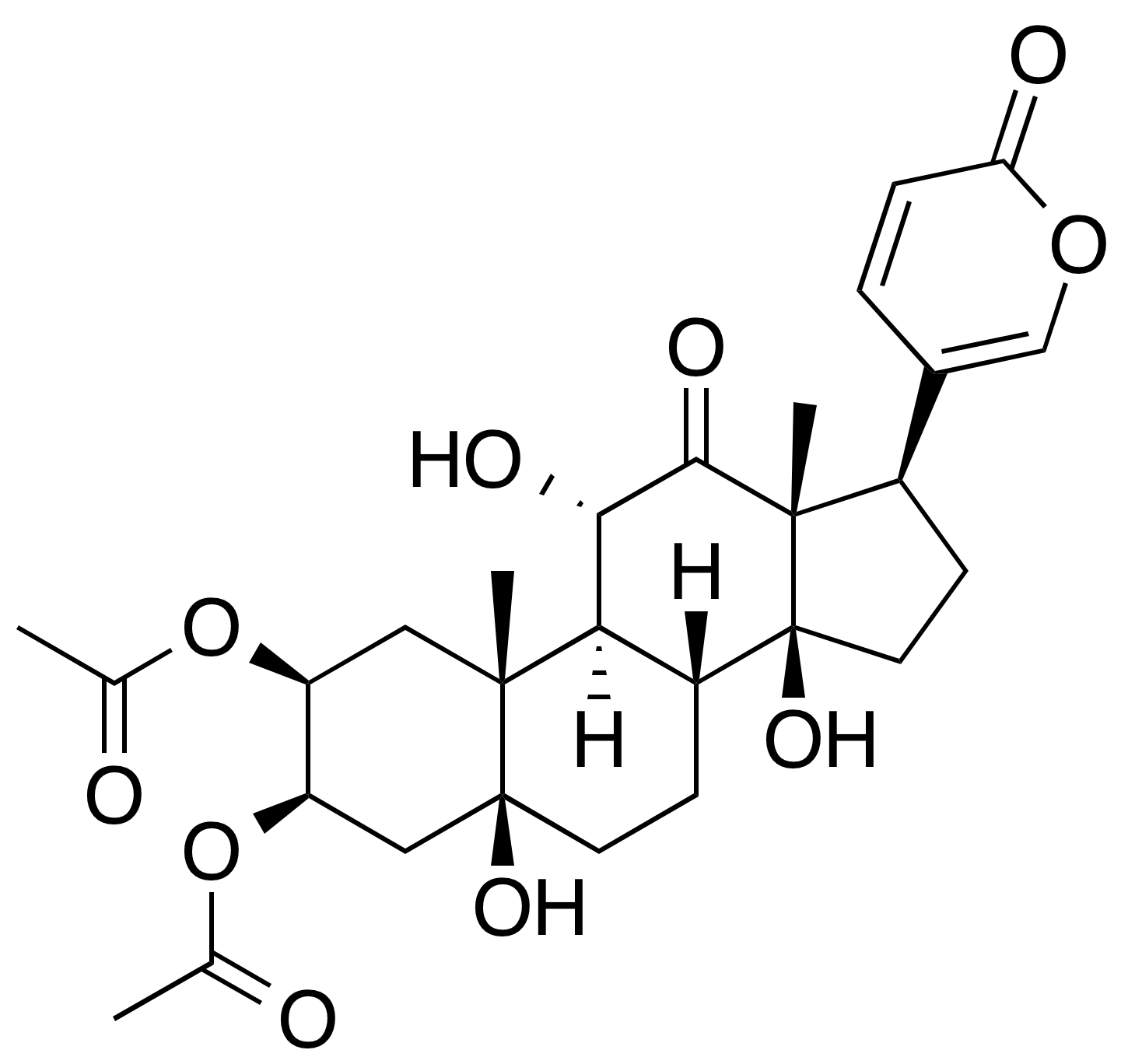
Lucibufagin C

En lucibufagin är en defensiv steroid som produceras hos flera arter av eldflugor för att göra dem oaptitliga för rovdjur som spindlar och fåglar. Vissa arter av eldflugor som inte själva producerar lucibufaginer har observerats äta andra arter av eldfluga som producerar steroiden för att därigenom få del av dess defensiva egenskaper.

## Kemiska effekter
Närmast kända släktingar till lucibufaginer är kardiotoniska bufadienolider, som förekommer hos vissa paddor och växter. Det finns dock andra defensiva steroida ämnen som finns hos insekter såsom kardenolider (dioxin). Sådana har påvisats hos danaidafjärilar, gräshoppor, chrysomelidskalbaggar och andra insekter och en mångfald av steroider utsöndras av dytiscidbaggar.
Lucibufaginer är molekyler som insekterna syntetiserar från andra kemikalier som de intar i sin diet. Honor av vissa eldflugor lockar hanar av en annan art med utsikter till sexuell förbindelse, men äter istället upp dem för att få en kemikalie som avvisar rovdjur, enligt en studie vid Cornell University. Honor av arten Photuris versicolor imiterar till exempel ljussignalerna med vilka honor av arten Photinus ignitus svarar med på lockelse av sina egna hanar.